# Marsiglio Torelli

Stemma Torelli

Marsiglio Torelli (Mantova, 1350 circa – Ferrara, 1411) è stato un politico italiano.

## Biografia
Era figlio di Guido I Torelli e di Eleonora Gonzaga.
Venne eletto nel 1402 podestà di Bologna, poco prima che Gian Galeazzo Visconti, con l'aiuto di Niccolò III d'Este, marchese di Ferrara, s'impadronisse della città. Contro questi si schierò Ottobuono de' Terzi, alla morte del quale nel 1409 Marsiglio Torelli passò a Ferrara. Grazie al figlio Guido Torelli, passato al servizio degli Estensi, si ricompose anche l'antica rivalità tra le famiglie Este e Torelli.
Marsiglio morì nel 1411 a Ferrara e volle essere sepolto a Mantova nella Chiesa di San Francesco.

## Discendenza
Marsiglio sposò Elena D'Arco († 1419) di Niccolò, dalla quale ebbe cinque figli:
- Guido (1379-1449), celebre condottiero; fu capostipite della famiglia Torelli, che regnarono su Guastalla e Montechiarugolo sino al XVII secolo
- Guglielmo, capostipite del ramo mantovano dei Torelli
- Niccolò
- Giovanna, sposò Filippino Abati
- Amurat (?-1422), sposò Alessia Alidosi, figlia di Azzo, signore di Imola

## Ascendenza
|                       |                 |                           | Genitori                 |  |  | Nonni |  |  | Bisnonni                   |  |  | Trisnonni               |  |
|                       |                 |                           |                          |  |  |       |  |  | Alberto "Botacino" Torelli |  |  | Salinguerra III Torelli |  |
|                       |                 |                           |                          |  |  |       |  |  | Alberto "Botacino" Torelli |  |  | Salinguerra III Torelli |  |
|                       |                 | Giovanna Pallavicino      |                          |  |  |       |  |  | Alberto "Botacino" Torelli |  |  |                         |  |
| Torello Torelli       |                 |                           |                          |  |  |       |  |  | Alberto "Botacino" Torelli |  |  |                         |  |
|                       |                 | Beatrice Malaspina        | Moroello Malaspina       |  |  |       |  |  |                            |  |  |                         |  |
|                       |                 | Beatrice Malaspina        | Moroello Malaspina       |  |  |       |  |  |                            |  |  |                         |  |
|                       |                 | Beatrice Malaspina        | Alagia Fieschi           |  |  |       |  |  |                            |  |  |                         |  |
| Guido I Torelli       |                 | Beatrice Malaspina        |                          |  |  |       |  |  |                            |  |  |                         |  |
|                       |                 | Alberto del Carretto      | Manfredo del Carretto    |  |  |       |  |  |                            |  |  |                         |  |
|                       |                 | Alberto del Carretto      | Manfredo del Carretto    |  |  |       |  |  |                            |  |  |                         |  |
|                       |                 | Alberto del Carretto      | …                        |  |  |       |  |  |                            |  |  |                         |  |
| Isabella del Carretto |                 | Alberto del Carretto      |                          |  |  |       |  |  |                            |  |  |                         |  |
|                       |                 | Tiburgia Fieschi          | Tedisio III Fieschi      |  |  |       |  |  |                            |  |  |                         |  |
|                       |                 | Tiburgia Fieschi          | Tedisio III Fieschi      |  |  |       |  |  |                            |  |  |                         |  |
|                       |                 | Tiburgia Fieschi          | Simona Camilla           |  |  |       |  |  |                            |  |  |                         |  |
| Marsiglio Torelli     |                 | Tiburgia Fieschi          |                          |  |  |       |  |  |                            |  |  |                         |  |
|                       | Luigi I Gonzaga | Guido Corradi             |                          |  |  |       |  |  |                            |  |  |                         |  |
|                       | Luigi I Gonzaga | Guido Corradi             |                          |  |  |       |  |  |                            |  |  |                         |  |
|                       | Luigi I Gonzaga | Estrambina di San Martino |                          |  |  |       |  |  |                            |  |  |                         |  |
| Filippino Gonzaga     | Luigi I Gonzaga |                           |                          |  |  |       |  |  |                            |  |  |                         |  |
|                       |                 | Richilda Ramberti         | Ramberto Ramberti        |  |  |       |  |  |                            |  |  |                         |  |
|                       |                 | Richilda Ramberti         | Ramberto Ramberti        |  |  |       |  |  |                            |  |  |                         |  |
|                       |                 | Richilda Ramberti         | Margherita di Lavellongo |  |  |       |  |  |                            |  |  |                         |  |
| Eleonora Gonzaga      |                 | Richilda Ramberti         |                          |  |  |       |  |  |                            |  |  |                         |  |
|                       |                 | …                         | …                        |  |  |       |  |  |                            |  |  |                         |  |
|                       |                 | …                         | …                        |  |  |       |  |  |                            |  |  |                         |  |
|                       |                 | …                         | …                        |  |  |       |  |  |                            |  |  |                         |  |
| …                     |                 | …                         |                          |  |  |       |  |  |                            |  |  |                         |  |
|                       |                 | …                         | …                        |  |  |       |  |  |                            |  |  |                         |  |
|                       |                 | …                         | …                        |  |  |       |  |  |                            |  |  |                         |  |
|                       |                 | …                         | …                        |  |  |       |  |  |                            |  |  |                         |  |
|                       |                 | …                         |                          |  |  |       |  |  |                            |  |  |                         |  |